# Batam

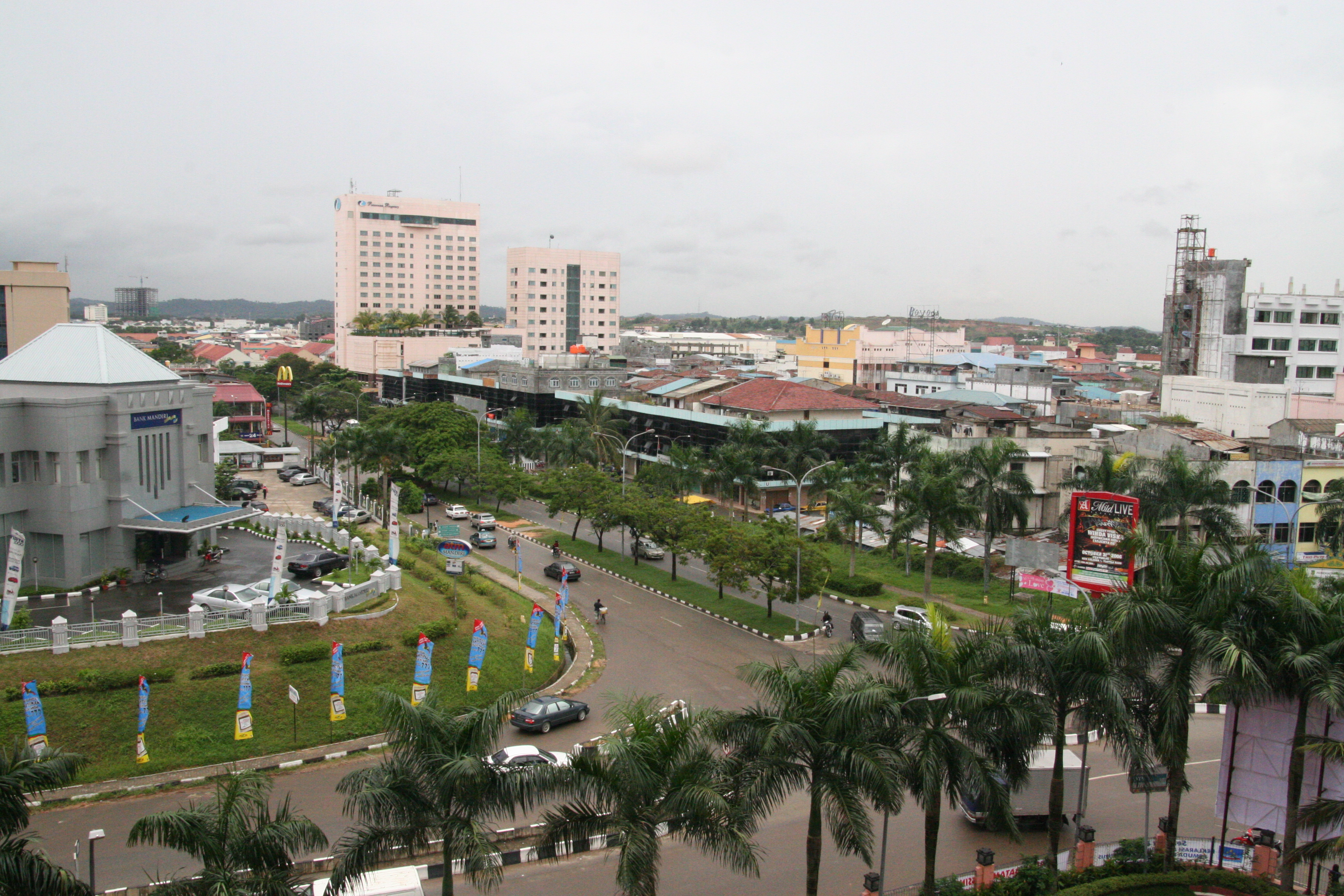
Veduta della città di Batam.

Batam (in indonesiano: Pulau Batam) è un'isola indonesiana appartenente al gruppo delle isole Riau, situate a sud di Singapore, nell'arcipelago malese.

## Geografia
Batam si trova 20 km a sud di Singapore e della Malaysia e 80 km a nord-est di Sumatra, che appartiene all'Indonesia. Nelle sue vicinanze si trovano altre isole del gruppo delle Riau: Bintan ad est, Rempang a sud e Bulan ad ovest, oltre a un gran numero di isole minori.
Assieme ad alcune di queste isole forma il cosiddetto gruppo insulare Barelang (forma abbreviata di Batam-Rempang-Galang).
Batam appartiene alla provincia di Kepulauan Riau e ha una superficie di 415 km². L'intera isola fa parte dell'area urbana della metropoli di Batam.

## Comunicazioni
Il viaggio in traghetto per Giacarta dura un giorno. I motoscafi per Singapore partono ogni 30 minuti e il viaggio dura 30 minuti. Una serie di traghetti collegano costantemente due porti di Singapore con 5 porti di Batam.
Ogni 45 minuti partono dei motoscafi per Johor Bahru (in Malaysia), che raggiungono dopo un viaggio di 2 ore.
La strada Trans Barelang collega Batam, attraverso un ponte stradale lungo 644 m completato nel 1997, alla piccola isola limitrofa di Tonton, situata a sud; altri ponti collegano poi Tonton a Nipah (420 m), Nipah a Setoko (270 m) e Setoko a Rempang (365 m).
Nella parte orientale dell'isola si trova l'aeroporto internazionale Hang Nadim, costruito nel 1965, che nel 2006 ha gestito un traffico di 3,3 milioni di passeggeri.

## Popolazione
Batam ha una popolazione di oltre 1 200 000 abitanti, l'85% dei quali di origine malese-indonesiana e il 14% di origine cinese. Originariamente gli abitanti si dedicavano principalmente alla pesca e al trasporto marittimo. Gli Orang Laut (marinai) vivono in case galleggianti o palafitte sul mare.
Le influenze malesi e islamiche caratterizzano la cultura dell'isola, in particolare per quanto riguarda la musica e la danza. Vale la pena menzionare la danza Jogi, che si pratica solo a Batam, nonché le danze Zapin, Persembahan e Ronggeng, con influenze arabe.

## Economia
Per quanto riguarda il turismo, il numero dei pernottamenti sull'isola è passato dai 60.000 del 1985 ai 606.000 del 1991: la maggior parte dei turisti proviene da Singapore (74%) e Malaysia (10%).
A causa della sua vicinanza allo stato insulare di Singapore e alla città malese di Johor Bahru, Batam è divenuta un fiorente centro industriale dotato di un aeroporto, un porto e oltre 20 parchi industriali in cui lavorano oltre 170 000 persone.
Allo scopo di rilanciare l'economia, il governo indonesiano ha annullato le leggi riguardanti la tutela ambientale, tanto che l'isola è divenuta il centro di stoccaggio di rifiuti e suoli inquinati di Singapore. Inoltre a Batam si è diffusa anche la prostituzione, non tollerata a Singapore.
Lo Stato indonesiano ha trasferito i suoi poteri di controllo alla Batam Industrial Development Authority (BIDA), al di fuori delle amministrazioni locali. La maggior parte delle società di Singapore conclude i propri affari con il Salim Group. Sia la BIDA che il Salim Group hanno stretti legami con i poteri forti indonesiani e il nepotismo ha portato all'ingiustizia e all'arricchimento. Ad esempio, sono stati pagati risarcimenti insufficienti per l'esproprio dei terreni.

## Storia
Batam viene menzionata nelle cronache cinesi già nel 231 d.C. Nel XIII secolo l'isola passò sotto il dominio del Regno di Malacca e poi, fino al XVIII secolo, del Sultanato di Johor. Gli insediamenti costieri di fronte a Singapore erano noti come nascondigli dei pirati.
Gli olandesi e i britannici chiarirono le proprie aree di influenza con il trattato anglo-olandese del 1824: Batam e le isole vicine passarono sotto il controllo del Sultanato di Riau-Lingga e furono successivamente rilevate dalla Compagnia olandese delle Indie orientali.
Batam entrò a far parte dell'Indonesia fin dall'indipendenza del Paese, nel 1949.
Nel 1970 vi erano solo 7 000 abitanti sull'isola e il 98% di essa era ancora ricoperta da foreste.
Con l'istituzione della zona di libero scambio Batam/Bintan/Karimun nel 1989, iniziò una forte crescita economica: Singapore divenne il modello da seguire. I piani ambiziosi, tuttavia, furono frenati dalla crisi economica asiatica alla fine degli anni '90.